# Omloop van het Houtland
De Omloop van het Houtland is een eendaagse wielerwedstrijd die sinds 1945 verreden wordt in Lichtervelde, in de Belgische provincie West-Vlaanderen. De wedstrijd vindt plaats in september. Sinds 2005 maakt hij deel uit van de UCI Europe Tour, in 2010 in de categorie 1.1.
Deze wedstrijd is niet te verwarren met de voormalige Sint Pietersprijs (Omloop van het Houtland) Torhout die van 1932 tot 1971 werd verreden.

## Lijst van winnaars

### Meervoudige winnaars
| Overwinningen | Renner             | Land      | Jaren            |
| ------------- | ------------------ | --------- | ---------------- |
| 3             | André Maelbrancke  | België    | 1945, 1950, 1951 |
| 3             | Gilbert Desmet     | België    | 1957, 1958, 1965 |
| 3             | Etienne De Wilde   | België    | 1994, 1998, 1999 |
| 2             | Roger De Corte     | België    | 1946, 1955       |
| 2             | Arthur De Cabooter | België    | 1959, 1964       |
| 2             | Walter Boucquet    | België    | 1966, 1968       |
| 2             | Geert Omloop       | België    | 2001, 2003       |
| 2             | Marcel Kittel      | Duitsland | 2012, 2013       |
| 2             | Max Walscheid      | Duitsland | 2019, 2024       |

### Overwinningen per land
| Overwinningen | Land                  |
| ------------- | --------------------- |
| 66            | België                |
| 5             | Nederland, Duitsland  |
| 1             | Australië, Denemarken |